# جزایر ناز
جزایر ناز در نزدیکی سواحل شرقی جزیره قشم قرار گرفته‌است و از ساحل در حدود یک کیلومتر فاصله دارند. مساحت این جزایر در حدود سه هکتار است و دیواره‌های صخره‌ای به ارتفاع ۵ تا ۱۰ متر اطراف آن را فرا گرفته‌است. این جزایر فاقد ساحل شنی است. این جزایر کاملاً مسطح بوده و با جزر آب، برای مدت کوتاهی باریکه‌ای از خشکی این جزایر را به جزیره قشم وصل می‌کند.
جزایر ناز متشکل از دو جزیره‌ی کوچک صخره‌ای است که در ساحل جنوبی جزیره قشم و ۲۲ کیلومتری شهر قشم در استان هرمزگان قرار گرفته‌است و به عنوان یکی از جاذبه‌های مهم گردشگری قشم شناخته می‌شود.

## ویژگی‌ها
جزایر ناز که بومیان منطقه به آن ۲ جزیره دو کرده می‌گویند با وسعتی در حدود سه هکتار کاملاً مسطح هستند و ساحل ماسه‌ای هم ندارند.
در هنگام جزر و پسروی آب دریا این جزایر با ایجاد باریکه‌ای از خشکی به ساحل قشم متصل می‌شود و تنها محلی است که پیاده یا با خودرو می‌توان تا فاصله یک کیلومتری داخل آب‌های خلیج فارس را پیمود و وارد آن شد.
با توجه به ارتفاع ۵ تا ۱۰ متری این جزایر، یکی از جاذبه‌های آن تماشای چشم‌انداز تنگه هرمز و خلیج‌فارس و جزیره لارک است.